# Halifax-Bank of Scotland

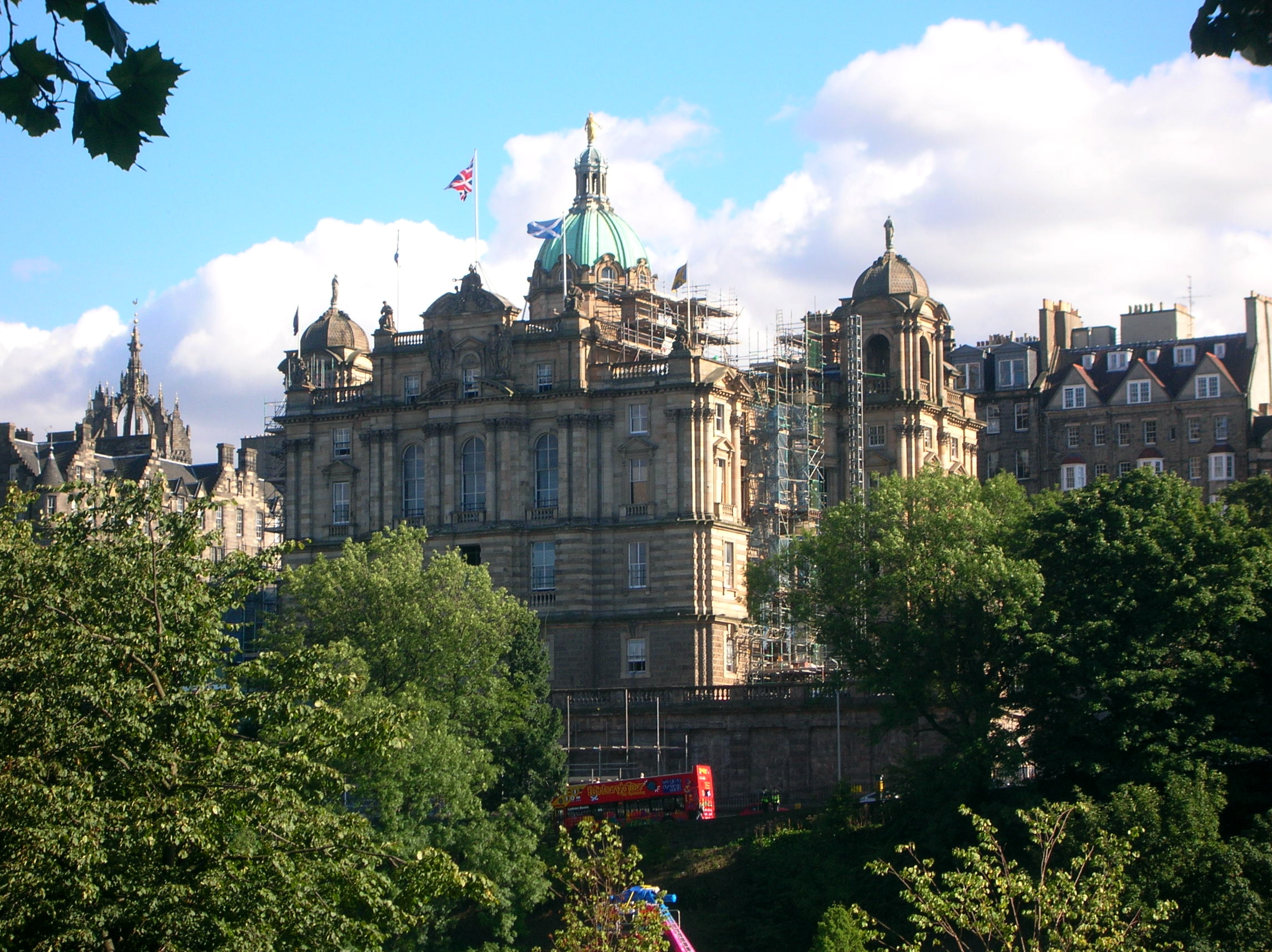
Le quartier général de HBOS sur The Mound à Édimbourg, Écosse.

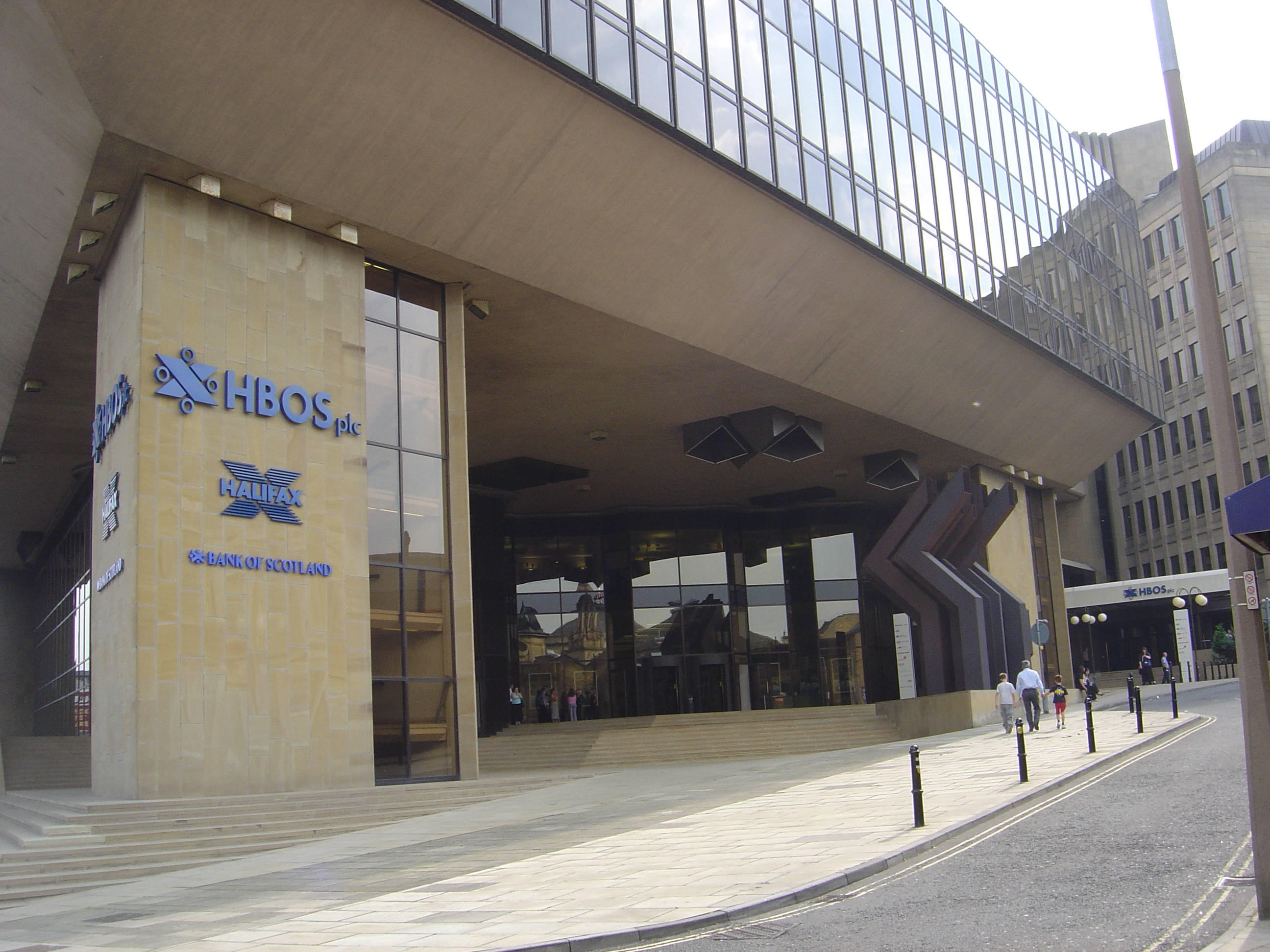
Les bureaux de HBOS sur Trinity Road, à Halifax, Angleterre.

Halifax-Bank of Scotland (HBOS) est un groupe bancaire et d'assurance britannique, anciennement coté en bourse de Londres.
À la suite de la création de Lloyds Banking Group, ce groupe a officiellement cessé d'exister le 19 janvier 2009.

## Historique
En mai 2001, après plusieurs mois de tractations, Bank of Scotland, la doyenne des banques écossaises et Halifax, numéro un britannique du crédit immobilier, fusionnent. Le nouveau groupe est baptisé HBOS (Halifax-Bank of Scotland), et se place au cinquième rang derrière les quatre leaders du marché que sont HSBC, Barclays, Lloyds TSB et Royal Bank of Scotland.
Le 19 septembre 2008, à la suite de la crise des subprimes, HBOS est rachetée pour 12.2 milliards de livres par la Lloyds TSB.
Le 19 janvier 2009, à la suite de la fusion des activités de Lloyds TSB et de HBOS, un nouveau groupe bancaire est créé : Lloyds Banking Group.

## Filiales et participations
- Uberior Infrastructure Investments Limited[5]

## Polémiques

### Créances douteuses
Le 13 février 2009, Lloyds Banking Group annonce des pertes de 10 milliards de livres sterling chez HBOS, soit 1,6 milliard de livres sterling de plus que ce que Lloyds avait prévu en novembre en raison de la détérioration du marché du logement et de l'affaiblissement des bénéfices des entreprises. Le cours de l'action Lloyds Banking Group plonge alors de 32 % à la Bourse de Londres, entraînant avec lui d'autres actions bancaires.
En septembre 2012, Peter Cummings, responsable de la banque d'entreprise HBOS de 2006 à 2008, est condamné à une amende de 500 000 £ par le régulateur financier britannique pour son rôle dans l'effondrement de la banque. La Financial Services Authority (FSA) a également interdit à Cummings de travailler dans le secteur bancaire. Les pertes de sa division ont dépassé le renflouement initial des contribuables pour la banque en octobre 2008,.